# Домодедовское кладбище
Домодедовское кладбище (д. Истомиха, городской округ Домодедово, Московская область) — одно из московских кладбищ. Открыто для захоронений с 1 декабря 1987 года.

## Описание
Кладбище открыто для захоронений в 1987 году.
Расположено на юге Московской области, в городском округе Домодедово, и занимает площадь около 127 гектаров. Находится в хозяйственном ведении ГБУ «Ритуал».
Своё название получило от одноимённого города, рядом с которым располагается. Домодедовское кладбище — одно из самых больших кладбищ, входящих в состав ГБУ «Ритуал». До 2007 года было открыто для новых захоронений. В 2006 году на его территории был построен военно-мемориальный некрополь, где производятся захоронения умерших ветеранов Великой Отечественной войны, военнослужащих Министерства обороны, Министерства внутренних дел, погибших при исполнении служебных обязанностей. Открытие некрополя состоялось на 60-летие Победы в Великой Отечественной войне.
В 1992 году было получено благословение митрополита Крутицкого и Коломенского Ювеналия на духовное окормление Московского Домодедовского кладбища. На кладбище действуют храм в честь Иконы Скорбящей Божьей Матери, строительство которого было начато в 1995 году, и храм в честь иконы мученика Уара Египетского. На новой территории кладбища построена поминальная часовня в честь иконы Казанской Божьей Матери.
По территории кладбища с 2009 года организован регулярный автобусный маршрут.
Проводятся работы по расширению кладбища на 36,1 га, где появится более 70 тыс. мест для новых захоронений. Работы начаты весной 2024 года и будут завершены в 2026 году.
Проезд общественным транспортом из Москвы — от станций метро «Домодедовская» автобус экспресс № 510 (конечная остановка).
Время работы: с мая по сентябрь — с 9 до 19 часов, с октября по апрель — с 9 до 17 часов. Время работы администрации: с 9 до 17 часов (ежедневно).

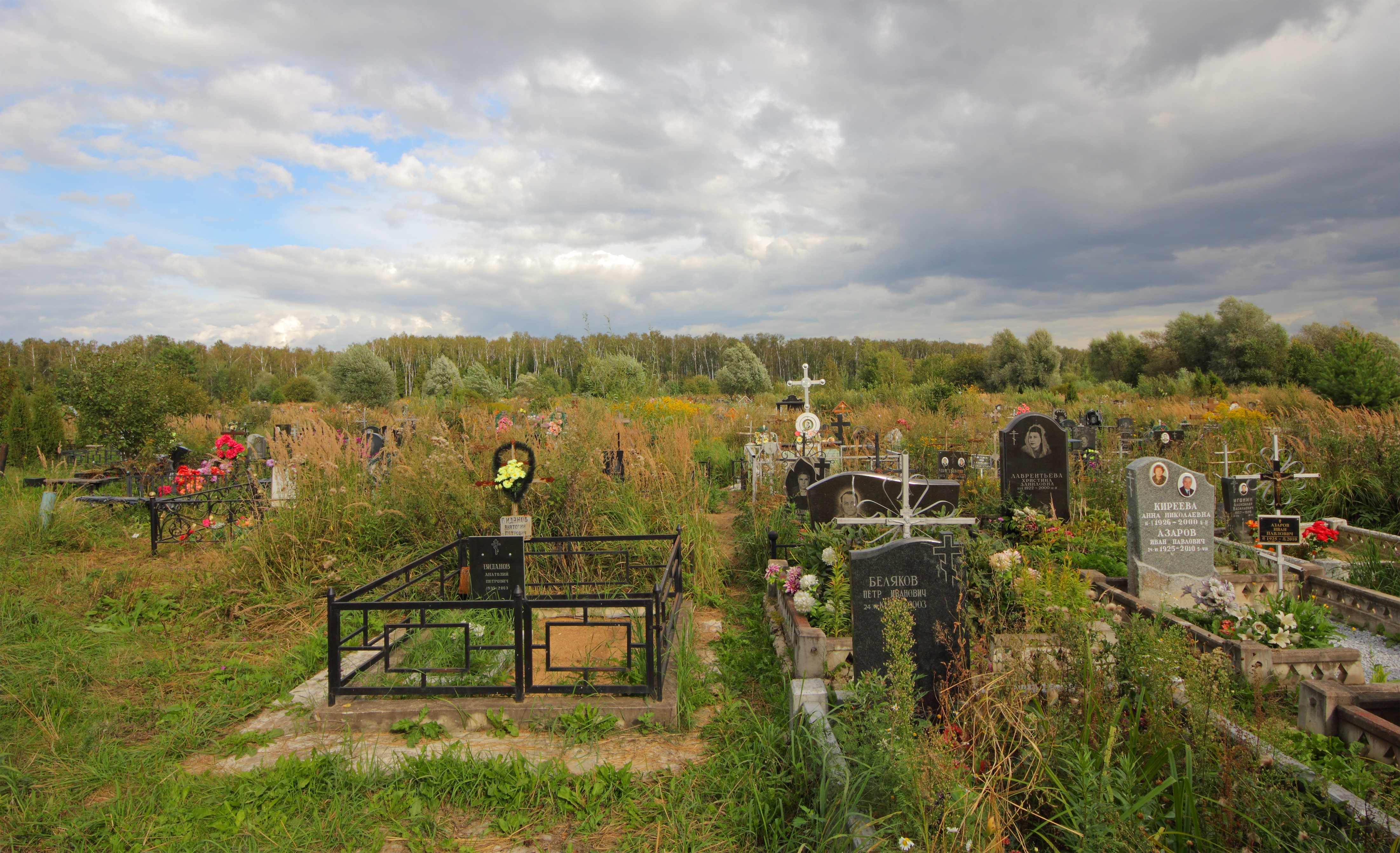
Могилы
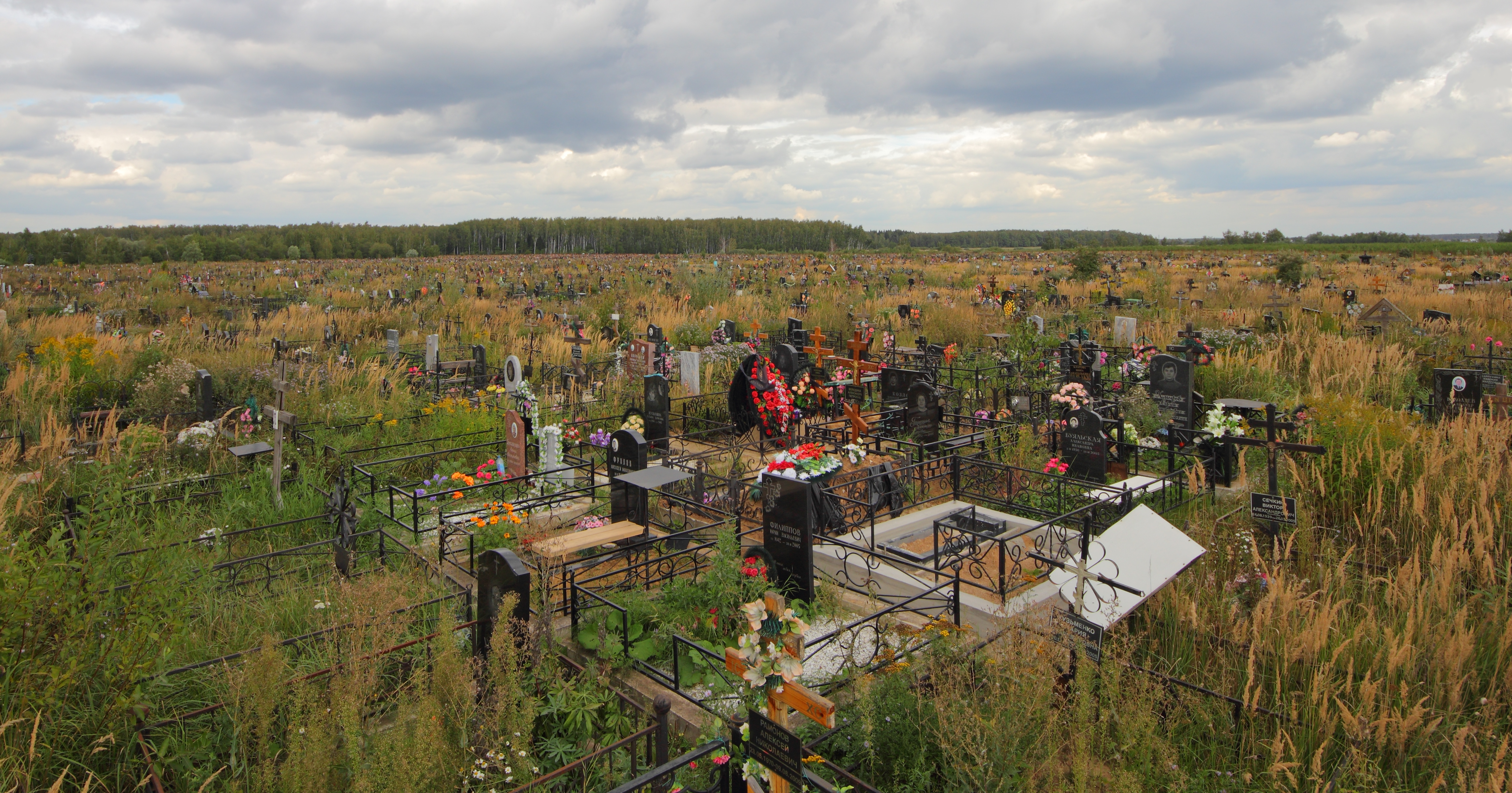
Могилы
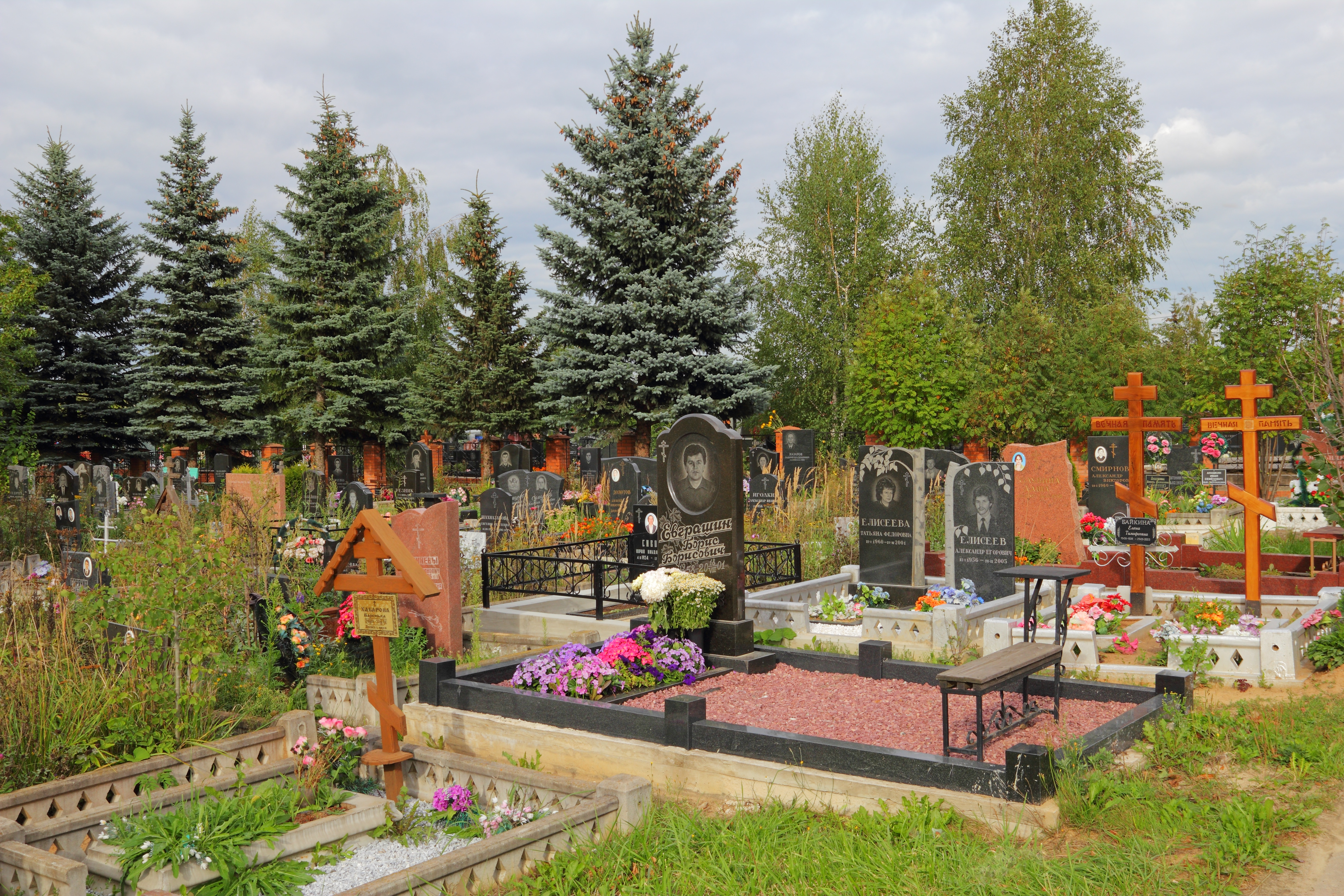
Могилы
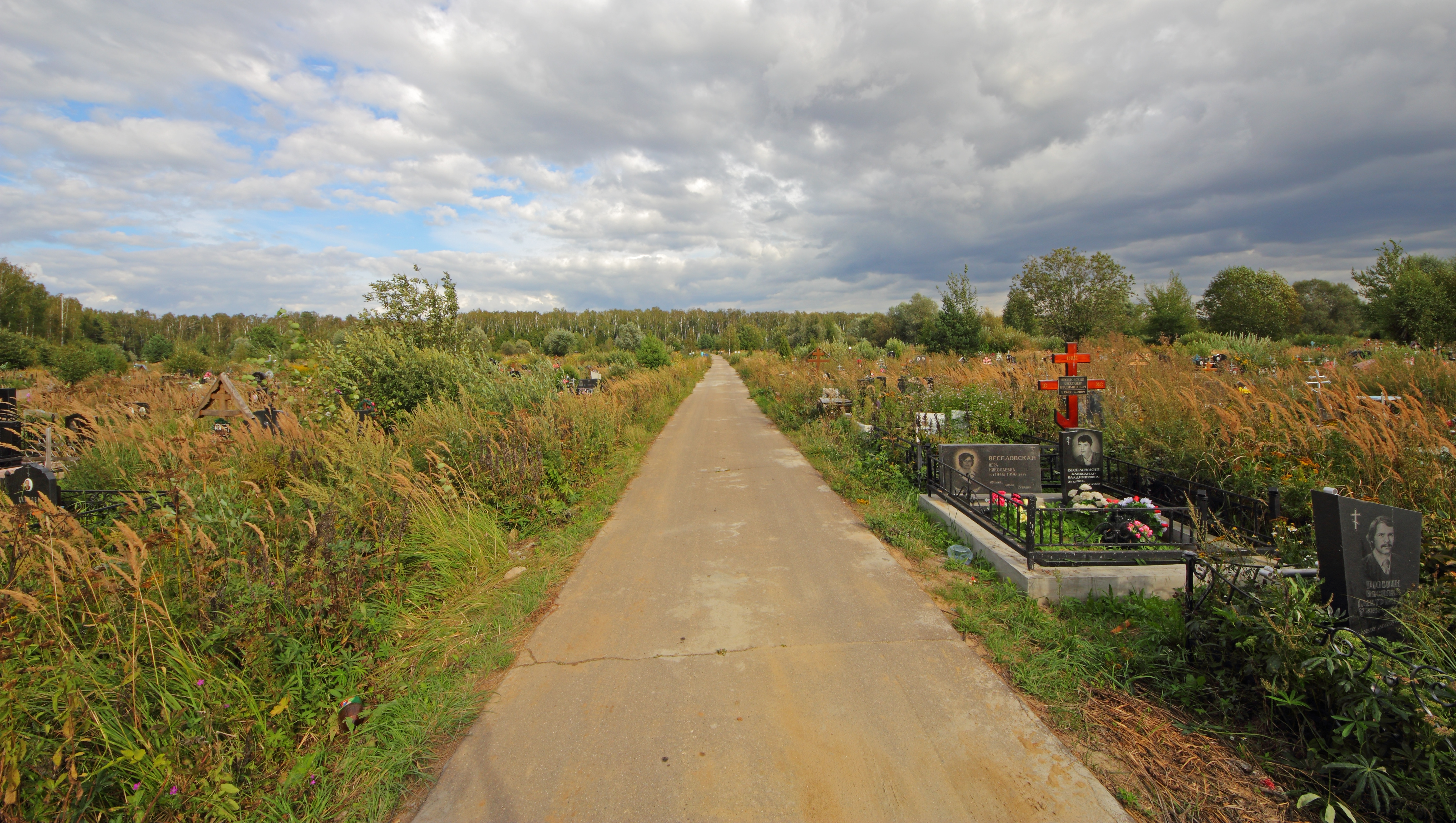
Одна из аллей
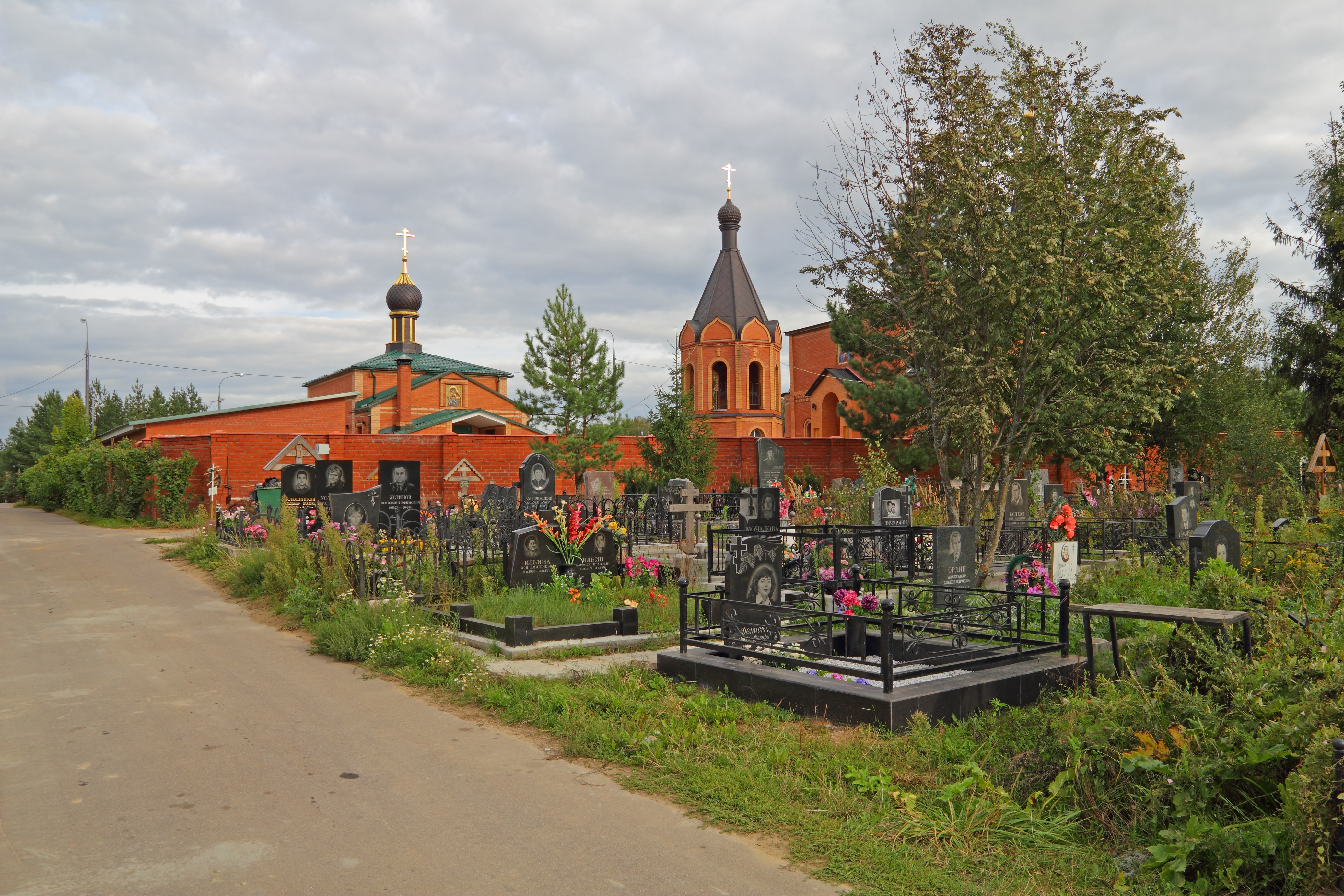
Часовня со звонницей
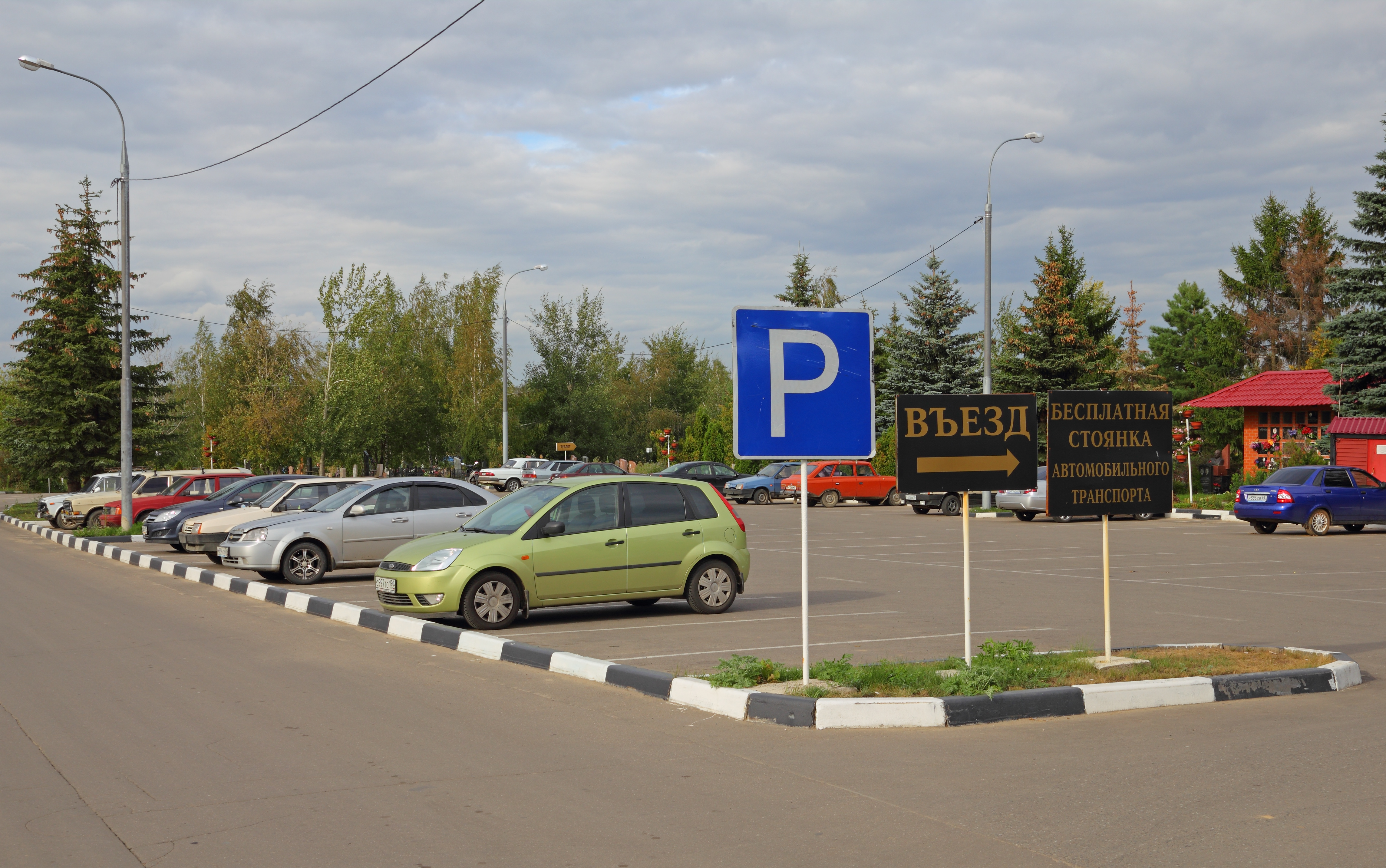
Парковка для автомобилей